# Courtisols
Courtisols és un municipi francès, situat al departament del Marne i a la regió del Gran Est. L'any 2007 tenia 2.581 habitants.

## Demografia

### Població
El 2007 la població de fet de Courtisols era de 2.581 persones. Hi havia 942 famílies, de les quals 156 eren unipersonals (52 homes vivint sols i 104 dones vivint soles), 302 parelles sense fills, 414 parelles amb fills i 70 famílies monoparentals amb fills.
La població ha evolucionat segons el següent gràfic:
Habitants censats

### Habitatges
El 2007 hi havia 990 habitatges, 942 eren l'habitatge principal de la família, 5 eren segones residències i 43 estaven desocupats. 912 eren cases i 76 eren apartaments. Dels 942 habitatges principals, 773 estaven ocupats pels seus propietaris, 147 estaven llogats i ocupats pels llogaters i 21 estaven cedits a títol gratuït; 1 tenia una cambra, 7 en tenien dues, 56 en tenien tres, 191 en tenien quatre i 686 en tenien cinc o més. 785 habitatges disposaven pel capbaix d'una plaça de pàrquing. A 372 habitatges hi havia un automòbil i a 522 n'hi havia dos o més.

### Piràmide de població
La piràmide de població per edats i sexe el 2009 era:
| Homes | Edats   | Dones |
| ----- | ------- | ----- |
| 0     | 95 o +  | 4     |
| 4     | 90 a 94 | 4     |
| 4     | 85 a 89 | 20    |
| 8     | 80 a 84 | 8     |
| 20    | 75 a 79 | 16    |
| 60    | 70 a 74 | 36    |
| 24    | 65 a 69 | 52    |
| 64    | 60 a 64 | 48    |
| 76    | 55 a 59 | 48    |
| 116   | 50 a 54 | 124   |
| 104   | 45 a 49 | 100   |
| 100   | 40 a 44 | 92    |
| 116   | 35 a 39 | 136   |
| 92    | 30 a 34 | 120   |
| 64    | 25 a 29 | 40    |
| 56    | 20 a 24 | 20    |
| 112   | 15 a 19 | 88    |
| 112   | 10 a 14 | 108   |
| 132   | 5 a 9   | 100   |
| 84    | 0 a 4   | 72    |

## Economia
El 2007 la població en edat de treballar era de 1.689 persones, 1.236 eren actives i 453 eren inactives. De les 1.236 persones actives 1.174 estaven ocupades (627 homes i 547 dones) i 62 estaven aturades (23 homes i 39 dones). De les 453 persones inactives 161 estaven jubilades, 177 estaven estudiant i 115 estaven classificades com a «altres inactius».

### Ingressos
El 2009 a Courtisols hi havia 951 unitats fiscals que integraven 2.631 persones, la mediana anual d'ingressos fiscals per persona era de 21.367 €.

### Activitats econòmiques
Dels 114 establiments que hi havia el 2007, 2 eren d'empreses alimentàries, 2 d'empreses de fabricació de material elèctric, 6 d'empreses de fabricació d'altres productes industrials, 18 d'empreses de construcció, 28 d'empreses de comerç i reparació d'automòbils, 13 d'empreses de transport, 2 d'empreses d'hostatgeria i restauració, 1 d'una empresa d'informació i comunicació, 6 d'empreses financeres, 4 d'empreses immobiliàries, 8 d'empreses de serveis, 15 d'entitats de l'administració pública i 9 d'empreses classificades com a «altres activitats de serveis».
Dels 29 establiments de servei als particulars que hi havia el 2009, 1 era una gendarmeria, 1 oficina de correu, 1 una oficina bancària, 4 tallers de reparació d'automòbils i de material agrícola, 4 paletes, 5 fusteries, 3 lampisteries, 2 electricistes, 4 perruqueries, 2 restaurants i 2 agències immobiliàries.
Dels 6 establiments comercials que hi havia el 2009, 1 era un hipermercat, 2 fleques, 1 una fleca, 1 una carnisseria i 1 una peixateria.
L'any 2000 a Courtisols hi havia 47 explotacions agrícoles que ocupaven un total de 5.180 hectàrees.

## Equipaments sanitaris i escolars
Els 2 equipaments sanitaris que hi havia el 2009 eren farmàcies.
El 2009 hi havia 1 escola maternal i 2 escoles elementals.

## Poblacions més properes
El següent diagrama mostra les poblacions més properes.